# Suleiman Pascha
Suleiman Pascha, född 1838, död 1892, var en turkisk general, som utmärkte sig i flera krig. 
1870 blev han överste, och 1874 generalmajor samt chef för Krigshögskolan i Turkiet. 1875 blev han generallöjtnant och divisionschef, efter att ha medverkat till att sultan Abdul-Asi störtats. Han bidrog i Rysk-turkiska kriget, som inleddes bra ur turkisk synvinkel, men varifrån Turkiet 1878 fick erkänna sig tvungna att kapitulera. Suleiman Pascha fick bära skulden för nederlaget, och dömdes först till degradering och fängelse, vilket senare ändrades till förvisning.